# Kommissionen Delors III
Kommissionen Delors III var en europeisk kommission som var i tjänst mellan 6 januari 1993 och 22 januari 1995. Den leddes av Jacques Delors. Kommissionen ersattes 1995 av kommissionen Santer.

## Kommissionen Delors III
Kommissionen Delors III tillträdde den 6 januari 1993 efter att ha godkänts av medlemsstaternas företrädare den 21 december 1992. På grund av Maastrichtfördraget, som trädde i kraft den 1 november 1994, hade denna kommission inte en fyraårig mandatperiod, utan en förkortad mandatperiod som slutade den 22 januari 1995. Delors utsågs till ordförande på nytt. Även ett antal vice ordförande utsågs samtidigt.

## Prestationer
Kommissionen anses vara en av "eurons fäder" eftersom den lade grunden för bildandet av Ekonomiska och monetära unionen (EMU) genom Maastrichtavtalet (1992). Det var också Delors-kommissionen som såg till så att unionen utvidgades 1995 med tre nya länder: Sverige, Finland och Österrike.

## Kommissionärer
Under de tio år som kommissionen Delors var i tjänst ändrades dess uppsättning två gånger. Under den första mandatperioden, 1985 till 1989, bestod kommissionen av 19 ledamöter. Vid nästa mandatperiod, 1989 till 1993, bestod kommissionen av 18 ledamöter. I den nya kommissionen fanns åtta nya kommissionärer som inte satt med i den första kommissionen. Under den sista mandatperioden, 1993 till 1995, blev antalet ledamöter i kommissionen åter 19. Även denna gång tillkom åtta ny kommissionärer som ersatte sju av de kommissionärer som satt i den föregående kommissionen. 
Kända kommissionärer, bortsett från Jacques Delors själv, är Manuel Marín (som senare själv blev ordförande), Leon Brittan, Henning Christophersen och Martin Bangemann. 

### Utvidgningen 1995
I samband med utvidgningen den 1 januari 1995 tillkom tre nya kommissionsledamöter från Finland, Sverige och Österrike. Dessa var Franz Fischler, Erkki Liikanen och Anita Gradin.